# Общество любителей облаков
«Общество любителей облаков» (англ. Cloud Appreciation Society) — международная организация, основанная Гэвином Претор-Пинни в 2004 году. Объединяет метеорологов-любителей, физиков, фотографов, художников и просто людей, неравнодушных к красоте облаков.

## История общества
Основателем общества является Гэвин Претор-Пинни, английский писатель, автор научно-популярных книг. Он всегда любил наблюдать за облаками, и его удивляло, что большинство людей вовсе не замечали облака либо воспринимали их исключительно как досадную помеху. Поэтому однажды, на литературном фестивале в Корнуолле, он объявил о создании нового общества — «Общества любителей облаков». Сразу же после лекции его окружили желающие вступить в общество, и уже через год количество членов достигло 1800.
По состоянию на 2023 год «Общество любителей облаков» насчитывает более 62 000 членов из более чем 120 стран. Наибольшее их количество проживает в Великобритании, США и Австралии.

## Деятельность и достижения
Члены общества регулярно публикуют на сайте фотографии необычных и редких облаков, встречаются, проводят конференции, организуют экспедиции. Основатель общества — Гэвин Претор-Пинни — выступает с лекциями, в которых призывает людей не пренебрегать той удивительной красотой, которую ежедневно дарят нам облака. Он также является автором ряда книг, посвящённых облакам (The Cloudspotter’s Guide (2006), A Pig with Six Legs and Other Clouds (2007), The Cloud Collector’s Handbook (2009)), и составителем альбома «Clouds That Look Like Things: From The Cloud Appreciation Society», в который вошли фотографии членов общества. Собранная членами общества база данных, состоящая из фотографий, изображающих различные виды облаков и распределённых по соответствующим категориям, является крупнейшей в мире. Компания Yahoo назвала сайт «Общества любителей облаков» «самой странной и восхитительной находкой в Интернете за 2005 год».
Начиная с 2006 года на адрес общества стали приходить фотографии, изображающие облака необычной волнистой формы. В 2009 году, когда таких фотографий накопилось достаточное количество, Претор-Пинни выступил с инициативой по приданию этому типу облаков официального статуса. В том же 2009 году Би-би-си сняла документальный фильм о Претор-Пинни — «Cloudspotting».
В 2015 году Всемирная метеорологическая организация признала открытую членами общества новую черту облаков — asperitas (от лат. «неровность», «шершавость»). Впервые с 1951 года классификация ВМО пополнилась новым типом облаков. ВМО включила эту черту облаков в свой новый атлас облаков, электронная версия которого появилась в 2017 году.
С 2018 года общество также занимается благотворительной деятельностью. Часть членских взносов идёт на приобретение специального оборудования для жителей высокогорных деревень Гватемалы, позволяющего конденсировать пресную воду из тумана.
С 2022 года общество отмечает международный День любителей облаков (Cloud Appreciation Day; 16 сентября в 2022 году, 15 сентября в 2023 году). С этой датой связан также проект под названием «Памятный атлас облаков» (Memory Cloud Atlas): специальный сайт, куда любой желающий может загрузить свою фотографию облаков, сделанную в этот день, и поделиться чувствами, которые испытывает глядя на небеса.

## Манифест общества
Мы считаем, что облака незаслуженно очернены, что без них жизнь стала бы гораздо беднее.

Мы думаем, что облака — сама поэзия Природы, что из всех её форм облака являются наиболее яркими выразителями идеи равенства: любоваться их фантастическим видом может каждый.

Мы обязуемся сражаться против идеи «безоблачного неба» во всех её проявлениях. Жизнь станет скучной, если мы будем день за днем наблюдать за небом без облаков.

Мы хотим напомнить людям, что облака — выразители атмосферного настроения, что по ним можно читать так же, как по лицу человека.

Мы считаем, что облака созданы для мечтателей и что созерцание облаков благотворно влияет на душу. Тем, кто находит в очертаниях облаков какие-то причудливые фигуры, не придется платить по счету психоаналитику.

Итак, мы обращаемся ко всем, кто нас слышит: Смотрите вверх, любуйтесь эфемерной красотой и живите, витая в облаках.
Оригинальный текст (англ.) WE BELIEVE that clouds are unjustly maligned and that life would be immeasurably poorer without them.

We think that they are Nature’s poetry, and the most egalitarian of her displays, since everyone can have a fantastic view of them.
We pledge to fight ‘blue-sky thinking’ wherever we find it. Life would be dull if we had to look up at cloudless monotony day after day.
We seek to remind people that clouds are expressions of the atmosphere’s moods, and can be read like those of a person’s countenance.
Clouds are so commonplace that their beauty is often overlooked. They are for dreamers and their contemplation benefits the soul. Indeed, all who consider the shapes they see in them will save on psychoanalysis bills.
And so we say to all who’ll listen: Look up, marvel at the ephemeral beauty, and live life with your head in the clouds!